# Abraham Løkin
Ábraham Løkin  (født 16. juni 1959 i Fuglafjørður på Færøerne) er en tidligere færøsk fodboldspiller og nuværende fodboldtræner.

## Karriere
Ábraham Løkin er uddannet som fødevaretekniker og har været fødevarekontrollant i den færøske fiskeindustri. Løkin er træner for NSÍ Runavík og det færøske ungdomslandshold. 
Løkin startede sin fodboldkarriere ved ÍF Fuglafjørður, hvor han i 1979 var medvirkende til at klubben vandt det færøske mesterskab. 1981 spillede han for den svenske klub IK Sleipner. 1985 skrev han kontrakt med den danske fodboldklub Odense KFUM. Fra 1989/90 spillede han for Boldklubben Frem, men flyttede på grund af sygdom i familien tilbage til Færøerne, hvor han spillede for B68 Toftir. 1992 blev klubben færøsk mester og Løkin kunne dermed fejre sit andet mesterskab. 1994 forlod han igen Færøerne og flyttede til Frankrig, hvor han spillede for US Boulogne, men vendte i 1995 tilbage til sin gamle klub ÍF Fuglafjørður. Efterfølgende har han spillet for B68 Toftir og til sidst NSÍ Runavík, hvor han i 2002 sluttede sin aktive karriere.

### Landsholdet
Løkin spillede mellem 1988 og 1994 22 gange på Færøernes fodboldlandshold. Den 12. september 1990 var han i Landskrona med til at vinde 1:0 over Østrig. Sønnen Bogi Løkin scorede den 11. oktober 2008 i Tórshavn et mål mod Østrig som endte 1:1.